# 仙台市立大野田小学校
仙台市立大野田小学校（せんだいしりつ おおのだしょうがっこう）は、宮城県仙台市太白区大野田5丁目にある公立小学校である。

## 概要
仙台市南部にあり、地下鉄富沢駅やJR太子堂駅も学区内にある。

## 沿革
- 1974年（昭和43年）4月1日 - 仙台市立東長町小学校より分離開校[1]
- 1990年（平成2年）4月1日 - 仙台市立長町南小学校が分離開校
- 2010年（平成22年）4月1日 - 仙台市立富沢小学校が分離開校

## 学区
出典
- 大野田1丁目（全域）
- 大野田2丁目（全域）
- 大野田3丁目（全域）
- 大野田4丁目（全域）
- 大野田5丁目（全域）
- 大字大野田（字上古川、字河島、字下古川の一部、字高原の一部及び字前河原の一部を除く）
- 太子堂（全域）
- 富沢4丁目（1～7番）
- 長町南2丁目（全域）
- 長町南3丁目（33～40番）
- 長町南4丁目（20～34番）
- 大字富沢（字下ノ内）

## 進学先中学校
出典
- 仙台市立富沢中学校

## 周辺
- 大野田六反田公園
- 旧笊川
- 社会福祉法人柏松会大野田すぎのこ保育園 - 進学前保育園のひとつ。
- 社会福祉法人仙台市手をつなぐ育成会大野田はぎの苑
- 仙台市大野田コミュニティ・センター
- 仙台大野田郵便局
- 杜のぽかぽか保育園 - 進学前保育園のひとつ。
- ローソン仙台大野田店
- イオン仙台富沢店
- 仙台市消防局太白消防署長町出張所

## アクセス
- 仙台市地下鉄南北線富沢駅（北1出口）から、徒歩約600m・約9分。